# Anna Nilsson (fotbollsspelare)
Anna Nilsson, född 18 juni 1981, är en svensk fotbollsspelare (anfallare) som spelar för QBIK. Hon gjorde fyra mål för klubben i Damallsvenskan 2006, och två mål under säsongen 2007.

## Klubbar
- QBIK (moderklubb)
- IFK Skoghall
- QBIK